# Língua francesa
O idioma francês (français, AFI: /fʁɑ̃sɛ/) é uma língua românica com cerca de 136 milhões de falantes nativos no mundo. É língua oficial em 30 países, a maioria dos quais integra a chamada La Francophonie, a comunidade dos países francófonos. É língua oficial em todas as agências das Nações Unidas e em grande número de organizações internacionais.
São 500 milhões se incluídos os que a falam como segunda língua ou como língua estrangeira. Além do mais, cerca de 200 milhões de pessoas aprendem francês como língua estrangeira, o que faz dela a segunda língua mais ensinada no mundo seguida do inglês. Há comunidades francófonas em 56 países e territórios. A maioria dos falantes nativos vive na França, o resto vive essencialmente no Canadá, em particular, na província do Quebeque, com minorias nas províncias atlânticas, em Ontário, e pelo resto do Canadá, assim como na Bélgica, na Suíça, em Mônaco, em Luxemburgo e no estado americano da Luisiana. A maioria dos que falam francês como segunda língua vive na África francófona, cujo número excede, pode-se argumentar, o de falantes nativos.
O francês descende do latim falado através do Império Romano, como também o são outras línguas nacionais como o italiano, o português, o espanhol, o romeno e o catalão, e línguas minoritárias como o provençal, o romanche e muitas outras. Seus parentes mais próximos são as demais langues d'oïl e as línguas crioulas baseadas no francês. Seu desenvolvimento também foi influenciado pelas línguas celtas nativas da Gália antes da chegada dos romanos e pela língua frâncica dos invasores francos após a partida dos romanos.
Adicionalmente, do século XVII a meados do século XX, o francês serviu como a linguagem preeminente da diplomacia e de assuntos internacionais, bem como a língua franca entre as classes educadas da Europa. A posição dominante da língua francesa só recentemente foi tomada pela inglesa, desde a emergência dos Estados Unidos como superpotência. Como resultado das ambições coloniais da França e da Bélgica, entre os séculos XVII e XX, o francês foi introduzido à América, à África, à Polinésia, ao Sudeste Asiático e ao Caribe.

## História
O francês é uma língua românica, o que significa que ela descende, principalmente, do latim vulgar que evoluiu dos dialetos galo-românicos falados no norte da França. As formas iniciais do idioma incluem o francês antigo e o francês médio.

### O latim vulgar na Gália
Devido ao domínio romano, o latim foi adotado gradualmente pelos habitantes da Gália, e como a língua foi aprendida pelas pessoas comuns, desenvolveu um caráter local distinto, com diferenças gramaticais do latim falado em outros lugares, algumas das quais atestadas em grafites da época. Essa variedade local evoluiu para as línguas galo-românicas, que incluem o francês e seus parentes mais próximos, como o franco-provençal.
A evolução do latim na Gália foi moldada por sua coexistência por mais de 500 anos, junto às línguas celtas e gaulesas, que não foram extintas até pelo menos ao século VI, bem depois do colapso do Império Romano do Ocidente. A população nativa na região era de cerca de 90% e, em vez de colonos romanos, a elite nativa local foi a responsável pela romanização. Seus filhos aprendiam o latim nas escolas romanas e na época da queda do império, essa elite local lentamente vinha abandonando o gaulês, enquanto as populações rurais e mais baixas continuavam falando o gaulês, às vezes falando latim ou até mesmo o grego. A mudança final do gaulês para o latim vulgar entre as classes mais baixas e a rural ocorreu depois, quando ambas e a classe militar dominante franca adotou o latim vulgar galo-românico falado pela elite urbana e intelectual.
A língua gaulesa, provavelmente, sobreviveu durante o século VI na França, apesar da considerável romanização. Coexistindo com o latim, o gaulês ajudou a formar os dialetos latinos vulgares, que se desenvolveram e evoluíram para o francês, com efeitos que incluem palavras-chave e calques (incluindo 'oui' ', a palavra "sim"), mudanças sonoras moldadas pela influência gaulesa e influências na conjugação e na ordem das palavras. Estudos computacionais recentes sugerem que as mudanças precoces de gênero podem ter sido motivadas pelo gênero da palavra correspondente em gaulês.
Em francês antigo, os Juramentos de Estrasburgo datados de 842 são os documentos mais antigos nele escritos.

### Francês antigo
O início do idioma francês na Gália foi grandemente influenciado pelas invasões germânicas no país. Essas invasões tiveram o maior impacto na parte norte do país e no seu idioma. Uma crescente divisão de idiomas espalhou-se pelo país. No Norte, a população falava as línguas de oïl enquanto a população no Sul falava a língua occitana.
A língua de oïl cresceu e se tornou o que é hoje chamado de francês antigo, que durou entre os séculos VIII e XIV. Ele compartilhava muitas características com o latim. Por exemplo, o francês antigo utilizava diferentes ordens de palavras possíveis, assim como o latim, porque tinha um sistema de casos que mantinha a diferença entre sujeitos nominativos e não sujeitos oblíquos. O período é marcado por uma forte influência de superestratos da língua franco-germânica, que incluiu de maneira não exclusiva o uso na fala da classe alta e nos registros mais altos da ordem das palavras V2, uma grande porcentagem do vocabulário (agora em torno de 15% do moderno vocabulário francês , incluindo o pronome singular impessoal on (um calque do homem germânico) e o nome da própria língua.

### Francês médio
No francês antigo, muitos dialetos surgiram, mas o dialeto franciano é aquele que não apenas permaneceu, como também prosperou durante o período do francês médio, que vai do século XIV ao século XVII. O francês moderno surgiu do dialeto franciano. Gramaticalmente, durante o período do francês médio, as declinações de nomes foram perdidas e começaram a ter regras padronizadas. Robert Estienne publicou o primeiro dicionário latino-francês, que incluía informações sobre fonética, etimologia e gramática.

### Francês moderno
Durante o século XVII, o francês substituiu o latim como a língua mais importante da diplomacia e das relações internacionais (língua franca). Ele manteve esse papel até aproximadamente meados do século XX, quando foi substituído pelo inglês, quando os Estados Unidos se tornaram o poder global dominante após a Segunda Guerra Mundial. Para alguns estudiosos, o fato de o Tratado de Versalhes ter sido escrito tanto em francês quanto em inglês foi o primeiro golpe diplomático contra o domínio do idioma.
Durante o Grand Siècle, (século XVII), a França, sob o domínio de líderes poderosos como o Cardeal Richelieu e Luís XIV desfrutou de um período de prosperidade e destaque entre as nações europeias. Richelieu fundou a Academia Francesa para proteger o idioma e no início de 1800, o francês parisiense havia se tornado a língua principal da aristocracia na França.
Quase no começo do século XIX, o governo francês adotou políticas que visavam erradicar minorias e idiomas regionais (patoá) falados na França. Isso começou em 1794, com o relatório de Henri Grégoire chamado "Necessidade e meios de aniquilar o patoá e universalizar o o uso do idioma francês". Quando a educação pública se tornou compulsória, apenas o francês era ensinado e o uso de qualquer patoá era punido. O objetivo ficou bem claro quando professores falantes de francês foram enviados para lecionar em regiões como a Bretanha e a Occitânia, regiões com idiomas próprios. Aos estudantes era ensinado que seus idiomas nativos eram inferiores e que deveriam ter vergonha deles.
Atualmente a reforma mais marcante do idioma é proposta por Mickael Korvin, um linguista franco-americano de origem húngara que deseja eliminar sotaques, letras silenciosas, letras duplas e muito mais.

## Distribuição geográfica
O francês é língua oficial nos seguintes países:

Regiões onde é língua materna (crioulos incluídos)
Regiões onde é língua oficial
Regiões onde é segunda língua

| País                           | Falantes de 1.ª língua | População  | Dens. pop. | Área      |
| ------------------------------ | ---------------------- | ---------- | ---------- | --------- |
| França (Metropolitana)         | 60 000 000             | 60 180 600 | 105        | 547 030   |
| República Democrática do Congo |                        | 55 225 478 | 24         | 2 345 410 |
| Canadá                         | 6 700 000              | 32 207 000 | 3          | 9 976 140 |
| Madagáscar                     |                        | 16 979 900 | -          | 587 040   |
| Costa do Marfim                |                        | 16 962 500 | -          | 322 460   |
| Guiné                          |                        | 10 187 320 | 40,7       | 250 158   |
| Guiné Equatorial               |                        | 676 000    | 24,1       | 28 050    |
| Camarões                       |                        | 15 746 200 | -          | 422 277   |
| Mónaco                         |                        | 35 352     | -          | 2         |
|                                |                        |            |            |           |
| Senegal                        |                        | 10 580 400 | -          | 196 190   |
| Bélgica                        | 4 000 000              | 10 290 000 | -          | 30 510    |
| Ruanda                         |                        | 7 810 100  | -          | 26 338    |
| Haiti                          |                        | 7 527 800  | -          | 27 750    |
| Suíça                          | (milhões)              | 7 318 638  | -          | 41 290    |
| Burundi                        |                        | 6 096 156  | -          | 27 830    |
| Togo                           |                        | 5 429 300  | -          | 56 785    |
| República Centro-Africana      |                        | 3 683 600  | -          | 622 984   |
| República do Congo             |                        | 2 954 300  | -          | 342 000   |
| Gabão                          |                        | 1 321 500  | -          | 267 667   |
| Comores                        |                        | 63,948     | -          | 2170      |
| Djibuti                        |                        | 457,130    | -          | 23 000    |
| Luxemburgo                     | 100,000                | 454 157    | 171        | 2586      |
| Guadalupe                      |                        | 442 200    | -          | 1780      |
| Martinica                      |                        | 390 200    | -          | 1100      |
| Vanuatu                        |                        | 200 000    | -          | 12 200    |
| Seicheles                      |                        | 80 469     | -          | 455       |

Países habitualmente considerados como a África francófona. Estes países tiveram uma população de 392 milhões em 2015. Estima-se que obtenham uma população de 847 milhões em 2050.É além disso a língua que cresce o mais rapidamente em todo o continente, tanto como língua oficial quanto como língua estrangeira.
Países às vezes considerados como a África francófona

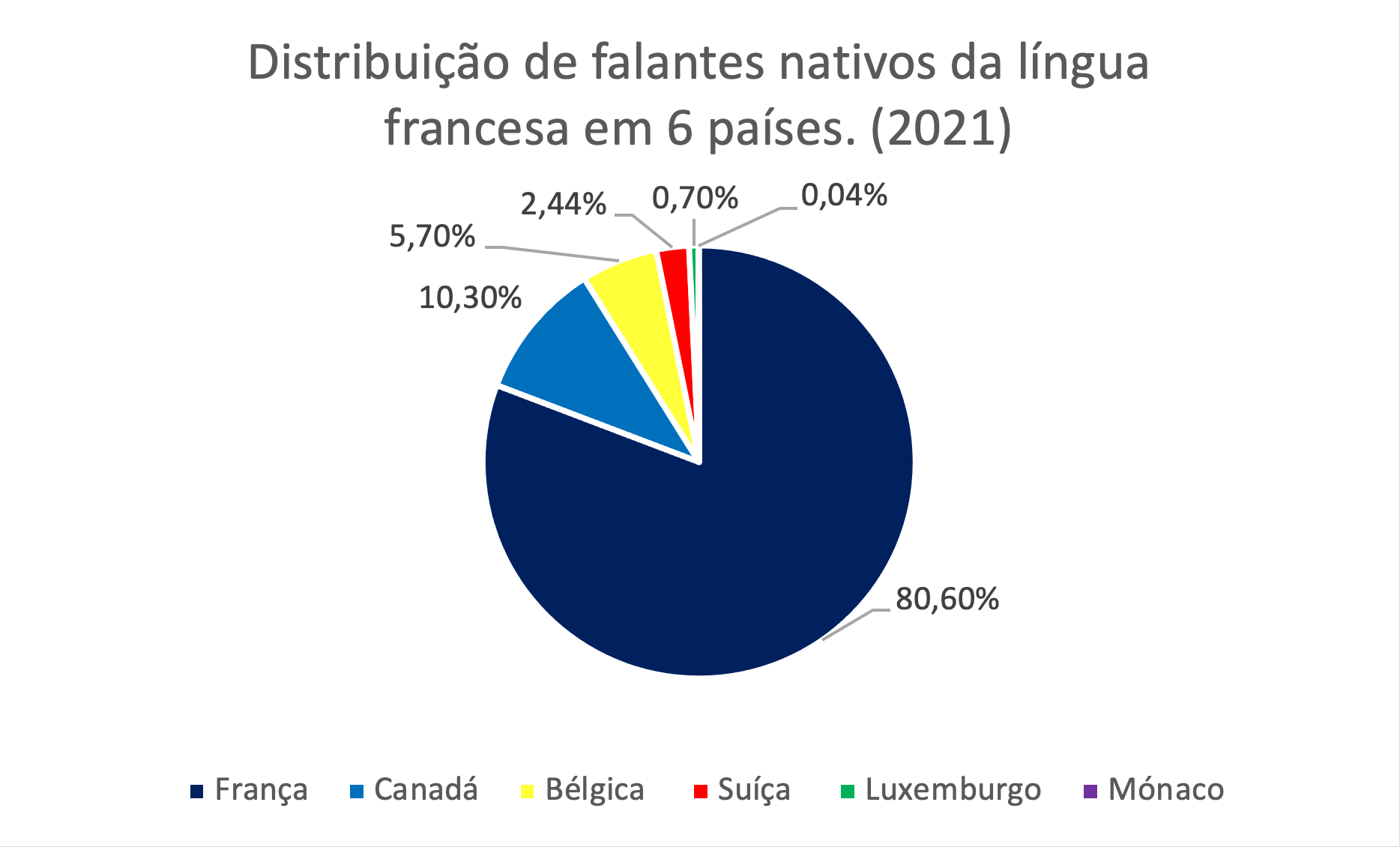
Distribuição de falantes nativos da língua francesa em 6 países em 2021

Embora não seja oficial, o francês é a principal segunda língua nos países seguintes:
| país       | população  | dens. pop. | área      |
| ---------- | ---------- | ---------- | --------- |
| Argélia    | 32 810 500 | -          | 2 381 440 |
| Tunísia    | 9 924 800  | -          | 163 610   |
| Maurício   | 1 210 500  | -          | 2040      |
| Marrocos   | 31 689 600 | -          | 446 550   |
| Mauritânia | 3 069 000  | -          | 1 030 700 |

Além disso, também há falantes de francês no Egito, Índia (Pondicheri), Itália (Vale de Aosta), Laos, Reino Unido (Ilhas do Canal), Estados Unidos (especialmente Luisiana e Nova Inglaterra) e Vietname. Historicamente, ao longo de quase 300 anos, o francês foi também a língua das classes dirigentes e do comércio de Inglaterra desde o tempo da Conquista Normanda até 1362, quando o uso da língua inglesa foi retomado.
La Francophonie é uma organização internacional de países e governos francófonos. Também muito importante é o papel da Aliança Francesa para a expansão do francês pelo mundo.

### Francês na África
Conforme pode ser observado no mapa ao lado, há um continuum de 20 países contíguos onde o francês é a língua oficial e/ou uma das mais faladas. É uma continuidade entre países vizinhos maior do que a do espanhol nas Américas. Três são os países africanos de língua francesa sem continuidade geográfica com esses vinte, Egito, Djibuti e Madagascar.

### Estatuto legal em França
A França obriga ao uso do francês em publicações oficiais do governo, na educação (embora estas disposições sejam frequentemente ignoradas pelos imigrantes e filhos de imigrantes) e em contratos legais. Ao contrário do que diz um mal entendido frequente nos meios de comunicação americanos e britânicos, a França não proíbe o uso de palavras estrangeiras em páginas web ou qualquer outra publicação privada, o que de resto iria entrar em conflito com as garantias constitucionais de liberdade de expressão.

### Estatuto legal no Canadá
O francês é uma das duas línguas oficiais do Canadá (ao lado do inglês). Várias alíneas da Carta de Direitos e Liberdades do Canadá lidam com o direito dos canadenses de ter acesso a serviços em inglês e em francês em todo o país. Por lei, o governo federal tem de operar e disponibilizar serviços tanto em inglês como em francês, as atas do Parlamento Canadiano devem ser traduzidas tanto para inglês como para francês e todos os produtos canadenses têm de ser etiquetados tanto em inglês como em francês.
O francês é língua oficial no Nova Brunsvique, Territórios do Noroeste, e Nunavut, e é a única língua oficial do Quebeque (ou Quebec). Veja a Carta da Língua Francesa.

### Dialetos do francês

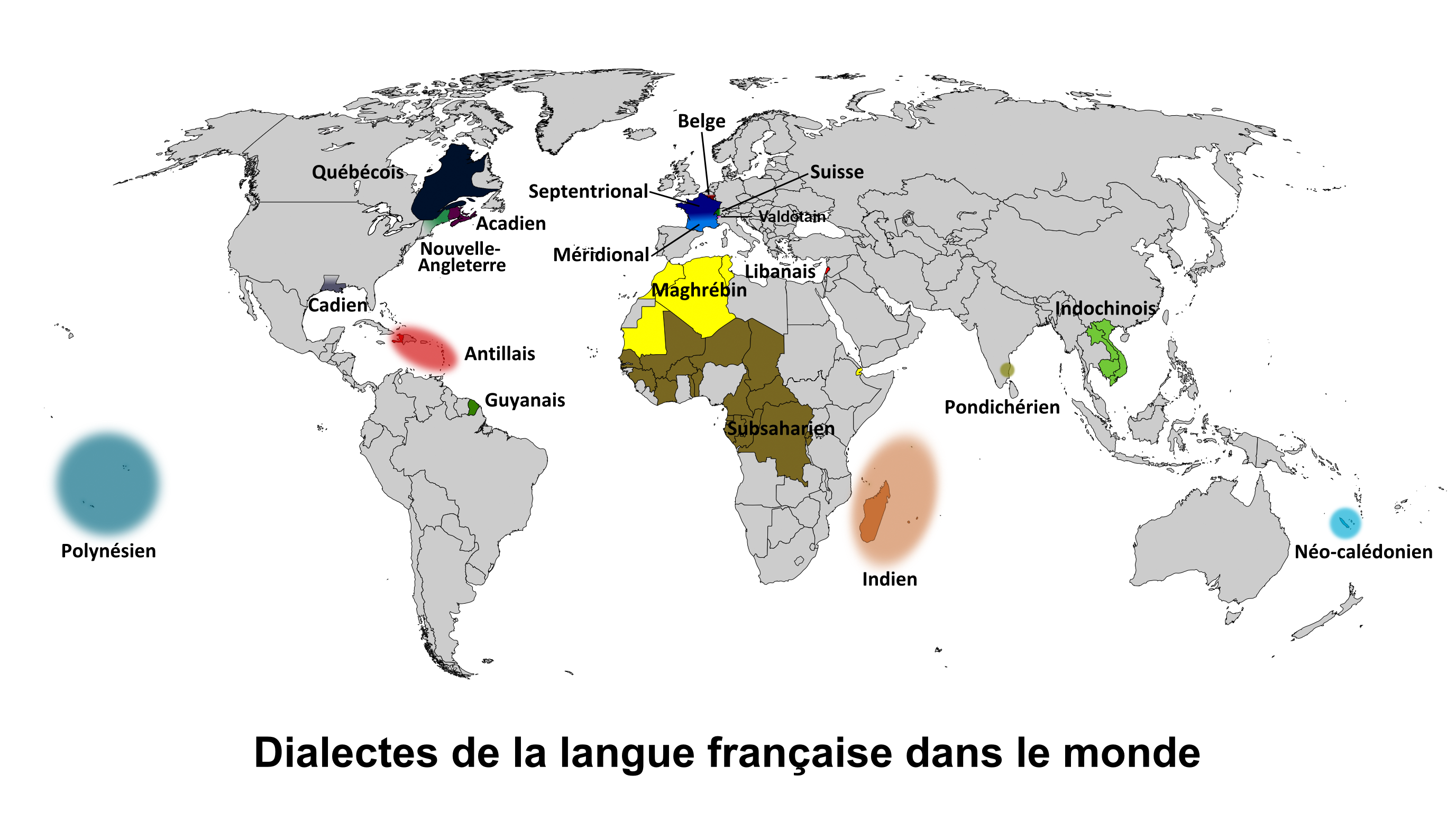
Dialetos do idioma francês no mundo

- Francês belga
- Francês suíço
- Francês quebequense
- Francês acadiano
- Francês cajun
- Francês parisiense
- Francês marselhês

### Vogais
A tabela abaixo mostra as vogais da língua francesa:
| fonema | exemplo | transcrição | tradução     |
| ------ | ------- | ----------- | ------------ |
| i      | si      | si          | 'se'         |
| y      | su      | sy          | 'sabido'     |
| ø      | ceux    | sø          | 'estes'      |
| œ      | sœur    | sœʁ         | 'irmã'       |
| œ̃*     | brun    | bʁœ̃         | 'marrom'     |
| e      | ses     | se          | 'seus, suas' |
| ə      | ce      | sə          | 'este'       |
| ɛ      | sait    | sɛ          | 'sabe'       |
| ɛ̃      | fin     | fɛ̃          | 'fim'        |
| a      | sa      | sa          | 'sua'        |
| ɑ*     | pâte    | pɑt         | 'massa'      |
| ɑ̃      | sans    | sɑ̃          | 'sem'        |
| u      | sous    | su          | 'sob'        |
| o      | sot     | so          | 'tonto'      |
| ɔ      | sort    | sɔʁ         | 'destino'    |
| ɔ̃      | son     | sɔ̃          | 'seu'        |

- Estes fonemas não existem mais em francês parisiense / standard. São substituídos, respectivamente, por /ɛ̃/ e /a/.

### Consoantes
As consoantes são as seguintes:
|            | Bilabiais | Labio- dentais | Dentais | Palato- alveolares | Palatais | Velares | Uvulares |
| Oclusivas  | p b       |                | t d     |                    |          | k g     |          |
| Nasais     | m         |                |         | n                  | ɲ        | (ŋ)     |          |
| Fricativas |           | f v            | s z     | ʃ ʒ                |          |         | ʀ        |
| Laterais   |           |                | l       |                    |          |         |          |

|              | Palatais | Labio-Palatais | Labio-Velares |
| Aproximantes | j        | ɥ              | w             |

## Gramática
A gramática da língua francesa é similar às de outras línguas românicas.
O francês é uma língua moderadamente flexionada. Os substantivos e a maioria dos pronomes são flexionados segundo número (singular ou plural); adjetivos, segundo o número e o gênero (masculino ou feminino) dos substantivos modificados por eles; pronomes pessoais, segundo pessoa, número, gênero e caso; e verbos, segundo modo, tempo e segundo a pessoa e o número do sujeito. Indica-se o caso principalmente por meio da ordem das palavras e de preposições. Algumas feições verbais são indicadas por meio de verbos auxiliares.

## Sistema de escrita
O francês é escrito com o alfabeto latino.

### Algumas expressões comuns
| Português                                           | Francês                            | Pronúncia                |
| --------------------------------------------------- | ---------------------------------- | ------------------------ |
| francês                                             | français                           | /fʁɑ̃sɛ/                  |
| bom dia                                             | bonjour                            | /bɔ̃ʒuʁ/                  |
| Até à vista tchau                                   | au revoir                          | /oʁɘvwaʁ/                |
| por favor                                           | s'il vous plaît                    | /silvuplɛ/               |
| obrigado / obrigada                                 | merci                              | /mɛʁsi/                  |
| de nada                                             | de rien                            | /də ʁjɛ̃/                 |
| bem-vindo / bem-vinda                               | bienvenue                          | /bjɛ̃vəny/                |
| esse                                                | celui-là                           | /səlɥila/                |
| essa                                                | celle-là                           | /sɛlːa/                  |
| quanto                                              | combien                            | /kɔ̃bjɛ̃/                  |
| inglês                                              | anglais                            | /ɑ̃glɛ/                   |
| sim                                                 | oui                                | /wi/                     |
| não                                                 | non                                | /nɔ̃/                     |
| não compreendo                                      | Je ne comprends pas                | /ʒə nə kɔ̃pʁɑ̃ pa/         |
| onde é a casa de banho?(pt) onde é o banheiro? (br) | Où sont les toilettes?             | /u sɔ ̃le twalɛt/         |
| saúde (brinde a alguém)                             | santé                              | /sɑ̃te/                   |
| fala português?                                     | Parlez-vous portugais ?            | /paʁle vu pɔʁtygɛ/       |
| fala português?                                     | Vous parlez portugais ?            | /vu paʁle pɔʁtygɛ/       |
| fala português?                                     | Est-ce que vous parlez portugais ? | /ɛs kə vu paʁle pɔʁtygɛ/ |
| bem                                                 | bien                               | /bjɛ̃/                    |
| Muito bem                                           | Très bien                          | /tʁɛ bjɛ̃/                |